# Rénovation énergétique
 (août 2019).
La rénovation énergétique désigne l'ensemble des travaux du bâtiment visant à diminuer la consommation énergétique du bâtiment et de ses habitants ou utilisateurs (locaux tertiaires) et décarboner les énergies utilisées pour le confort thermique. C'est une composante importante de la transition énergétique et au-delà de la réhabilitation écologique. Diverses politiques de rénovation énergétique l'encouragent dans de nombreux pays pour aider les propriétaires à financer et entreprendre ce type de rénovation. Elle s'accompagne souvent d'une rénovation des systèmes de ventilation (car une maison rendue étanche n'évacue plus spontanément l'air vicié ou contaminé par des émanations de radon ou du mobilier).

## Historique
Dans le monde, notamment depuis les crises énergétiques et pour des raisons environnementales, une législation et des normes sur la rénovation énergétique se sont développées et évoluent au gré des progrès techniques et de la prise de conscience des enjeux, écologiques, économiques et sanitaires liés à l’énergie et à l'isolation.
Alors que les premiers effets du pic pétrolier se matérialisent et que la demande américaine en énergie ne devrait pas diminuer avant 2020, en Chine où la périurbanisation progresse rapidement en engendrant une dérive de la consommation énergétique (les villes devraient à ce rythme consommer 300 millions TEP de 2008 à 2020, et 350 millions TEP de plus de 2020 à 2030), des dispositifs fiscaux et un programme chinois de certification labellisent par trois niveaux « d’étoiles » avec le Green Building Evaluation Standard (GBES) les bâtiments qui économisent « le maximum de ressources dont l’énergie, l’eau, les matériaux et la terre » et protéger l’environnement, réduire la pollution, coexistent harmonieusement avec la nature et fournissent un espace confortable, efficace et hygiénique pour les occupants, avec des standards d’efficacité énergétique définis par le ministère chinois du logement et du développement urbain et rural (MoHURD) qui en 2013 aide les nouvelles réalisations certifiées « trois étoiles » à hauteur de 9 €/m2 environ.
La réhabilitation énergétique du bâti peut se doubler d'une réhabilitation écologique, d'une part en utilisant des écomatériaux et en recyclant ce qui peut l'être, et d'autre part en intégrant une démarche de végétalisation du bâti, des opérations de démacadamisation/renaturation propice à la biodiversité, à la qualité de l'eau et à la qualité de l'air, et au microclimat urbain (diminution des bulles de chaleur urbaines) et aux trames vertes urbaines. Par exemple, Melbourne vise avant 2020 à réhabiliter 1 200 immeubles, comptant ainsi supprimer l'émission de 383 000 t d'équivalent CO2 et économiser 500 millions de litres d'eau par an pour un coût d'investissement de 2 milliards de dollars australiens en investissement privé, en créant de nombreux emplois et positionnant la ville comme leader en Australie dans la lutte contre le changement climatique et l'adaptation. Des outils financiers et incitations fiscales ont été développés pour ce projet.
Selon Yves Bréchet, la rénovation est un enjeu essentiel, en raison du taux de renouvellement très faible du parc immobilier, en France notamment. En effet, il y a très peu de destructions et de reconstructions au sein du parc français : entre 1990 et 2011, le taux de renouvellement annuel du parc immobilier est seulement de 0,11 %. Ainsi, selon Jean-Baptiste Fressoz, 90 % des bâtiments qui seront présents en 2050 sont déjà construits.
Dans les années 2000, la ClimateTech (c'est-à-dire l'ensemble des technologies d'atténuation des effets du changement climatique ou visant à s’y adapter) se développe régulièrement : une étude basée sur plus de 38 000 observations faites dans le monde sur la décennie 2010-2020 montre ainsi une croissance continue des investissements dirigés vers les technologies propres et les bâtiments verts, avec une influence marquée des investisseurs institutionnels à long terme. L'étude montre des retombées positives notables sur l'image de marque, la rentabilité et la valeur boursière de ces entreprises, cependant, sur le plan environnemental, si ces effets se traduisent par une meilleure gestion des ressources, ils n'ont eu qu'un impact limité sur les émissions de GES. Ceci confirme les résultats d'autres études (par exemple celle de García-Sánchez (2020) et de Bueno-García (2022) qui recommandent d'inciter les entreprises à surmonter leur réticence à investir dans les ClimateTechs, et de concevoir une structure d’actionnariat plus favorable à une stratégie environnementale proactive générant des bénéfices économiques et non économiques.

## Par pays

### En Europe
La plupart des pays ont depuis les années 1990 mis en place des politiques de rénovation intégrant l'efficacité énergétique et parfois les écomatériaux ou des murs et terrasses végétalisées.
Outre des projets de facilitation du tiers-investissement, les gouvernements de France et d'Allemagne promeuvent fin 2014, un projet d'investissement de 315 milliards euros sur trois ans en partenariat public privé dit « SFTE », piloté par le think-tank The Shift Project et la Fondation Nicolas-Hulot, intégré dans le « plan Junker », faisant le pari de rénover des lieux publics dans toute l'Europe (écoles, bureaux, hôpitaux...hors logement social) avec selon le consortium français SFTE un potentiel de 600 000 emplois sur trois ans pour 120 milliards d'euros d'investissements. Une titrisation de regroupement de prêts bancaires serait possible, de manière à les transformer en produits financiers (de type obligations vertes ou Green bonds sécurisés par une garantie publique de l'Union européenne, en échange d'une commission payée par les banques, puis des prêts pourraient être gérés par des investisseurs de long terme (fonds souverains, sociétés d'assurance-vie) ou par la Banque européenne d'investissement (BEI). Il est dans ce cadre proposé (fin 2014) de généraliser en Europe le dispositif français de Contrat de performance énergétique (CPE) en Europe.
Un rapport du Haut Conseil pour le climat publié en novembre 2020 compare les politiques publiques et les solutions de quatre pays européens (Allemagne, Pays-Bas, Royaume-Uni et Suède) : seule la Suède a réussi une décarbonation quasi-totale du secteur. En tenant compte des différences de climat, la France apparaît comme ayant les logements les moins performants par rapport aux autres pays. La Suède doit son succès à un effort continu sur plusieurs décennies, comprenant des normes exigeantes de performance énergétique, des investissements dans les réseaux de chaleur et plus récemment dans le chauffage électrique avec pompes à chaleur, accompagné d’une taxe carbone. L’Allemagne se distingue par la diversité de ses politiques publiques, comprenant d’importantes subventions aux ménages et aux entreprises conditionnées à l’atteinte de résultats avec un rôle fort de la banque publique d’investissement (Kreditanstalt für Wiederaufbau). Les Pays-Bas se distinguent par la gouvernance du secteur et la mise en valeur de solutions locales pour permettre la sortie du parc de sources de chauffage carbonées et l’élaboration de feuilles de route du parc public. L’expérience du Royaume-Uni sur la mise en œuvre des obligations de rénovations des passoires thermiques est éclairante pour ces politiques sectorielles.
Ce rapport calcule la consommation de chauffage ramenée au climat européen moyen pour chaque pays : la France a la consommation moyenne la plus élevée : 13,8 kgep/m2 (kilogramme équivalent pétrole par mètre carré), supérieur de 41 % à la moyenne de l'Union européenne : 9,8 kgep/m2. Le rapport donne ensuite les répartitions des différentes sources d'énergie pour le chauffage résidentiel en 2017 (cf tableau ci-dessous), qui explique un classement nettement différent en termes d'émissions de dioxyde de carbone : l'Allemagne passe en tête avec 26 kgCO2/m2 :
| | Union européenne | France | Allemagne | Pays-Bas | Suède | Royaume-Uni |
| Consommation d'énergie (kgep/m2)*                                                                               | 9,8              | 13,8   | 12,2      | 8,9      | 5,4   | 9,6         |
| Mix énergétique pour le chauffage résidentiel :                                                                 |                  |        |           |          |       |             |
| Charbon | 5 %              | 1 %    | 1 %       | 0        | 0     | 2 %         |
| Électricité | 6 %              | 11 %   | 2 %       | 2 %      | 30 %  | 7 %         |
| Chauffage urbain                                                                                                | 10 %             | 5 %    | 10 %      | 4 %      | 47 %  | 1 %         |
| Fioul domestique                                                                                                | 15 %             | 15 %   | 28 %      | 1 %      | 1 %   | 8 %         |
| Bois | 21 %             | 32 %   | 6 %       | 7 %      | 21 %  | 8 %         |
| Gaz naturel | 43 %             | 37 %   | 52 %      | 85 %     | 1 %   | 74 %        |
| Émissions de CO2 (kg CO2/m2)                                                                                    | 16,1             | 18,6   | 26,0      | 17,9     | 0,3   | 22,3        |
| * consommation de chauffage ramenée au climat européen moyen, en kilogramme équivalent pétrole par mètre carré. |                  |        |           |          |       |             |

Le gouvernement fédéral allemand s’est fixé pour objectif d’atteindre la neutralité climatique du parc immobilier d’ici 2045. Le taux de rénovation, d’à peine 1 % en 2023, devrait au moins être doublé pour atteindre cet objectif. Pour y parvenir, les approches intégrées à l’échelle du quartier ont été encouragées de 2011 à 2024 par le programme de la banque d’investissement allemande KfW 432. Il permettait aux collectivités de financer l’élaboration d’un concept de rénovation intégrant tous les aspects énergétiques, ainsi que l’adaptation au changement climatique ou la digitalisation, et le personnel pour suivre sa mise en œuvre. Ce programme a été arrêté en 2024 suite aux coupes budgétaires fédérales. En plus de préparer des investissements publics combinés, le programme KfW 432 a également permis de mobiliser l’argent privé : dans le cadre du programme KfW 432, 1 euro de soutien fédéral à l’élaboration de concepts a suscité jusqu’à 630 euros d’investissements énergétiques dans le quartier concerné.

### En France
Via différentes agences concernant l'énergie, l'habitat et la rénovation urbaine, depuis les crises pétrolières, les pouvoirs publics promeuvent l'économie d'énergie dans l'habitat, avec un succès mitigé : selon un sondage fait à l'occasion des 20 ans de l'Agence nationale pour la rénovation urbaine : en 2024, près de trois Français sur quatre placent la rénovation thermique des bâtiments comme priorité numéro un pour améliorer leur cadre de vie. 43 % des Français ont souffert d'une température intérieure trop élevée en été et 40 % d'une température trop froide en hiver (59 % pour les habitants des quartiers prioritaires de la politique de la ville),
- 1974 : à la suite du premier choc pétrolier, l'État français crée une Agence pour les économies d'énergie, chargée de mettre en œuvre la réflexion et les actions indispensables pour réduire le besoin en pétrole dans l'industrie, les transports, l'habitat, etc.
- 1979 : à la suite du deuxième choc pétrolier, le Commissariat à l'énergie solaire (COMES) est créé, pour développer l'énergie solaire. Mais la poursuite du programme électronucléaire français avec des commandes de nouvelles centrales entre 1977 et 1982 sera une des raisons causant l'abandon progressif du programme solaire. 
L'AEE et le COMES fusionnent pour devenir l'Agence française pour la maîtrise de l'énergie (AFME) qui, via des subventions, mettra en œuvre un important programme d'économies d'énergie, principalement dans l'industrie.
- 1991 : l'AFME fusionne avec plusieurs autres agences pour devenir l'Agence de l'environnement et de la maîtrise de l'énergie (Ademe, chargée des problématiques déchets et énergie). L'Ademe[16] est toujours chargée de ces deux thèmes.
- En 2007 le Grenelle de l'Environnement puis la Conférence environnementale de 2012 ré-insistent sur l'importance d'inclure dans toute rénovation une réflexion sur la consommation d'énergie du bâti et de son fonctionnement, éventuellement dans une approche intégrée, dans le cadre des réseaux électriques intelligents et d'une approche de troisième révolution industrielle, comme dans le Nord-Pas-de-Calais[17].
- En 2013, le gouvernement voulait réhabiliter 500 000 logements/an avant fin 2017[18].
- Pour notamment tenter d'atteindre les objectifs de décarbonation à l'horizon de 2050, une prime (MaPrimeRénov' ou MPR), gérée par l'Agence nationale de l'habitat (ANAH), incite les propriétaires occupants à isoler leur logement. En 2022, 41 219 logements en ont bénéficié (17 % de moins qu'en 2021) alors que le gouvernement table sur 200 000 rénovations globales en 2024[19]. En 2023, le gouvernement décide que le plan d'épargne logement (PEL, dont les fonds étaient jusqu'alors bloqués pour quatre ans), pourra dorénavant financer les rénovations énergétiques avant cette échéance, dès que cela est nécessaire (12,5 millions de Français environ ont un PEL) et sans entraîner la fermeture du PEL[20]. Et il annonce une simplification de MPR en 2024, où elle reposera sur « deux piliers » : 1) « efficacité », pour les mono-installations de chauffage décarbonés (solaire, pompes à chaleur, biomasse…) et 2) « performance » encourageant les actions globales de réhabilitation[21].
- En février 2024, en anticipation d'une crise du logement, le gouvernement assoupli la notation DPE des petites surfaces inférieure à 40 m2 en proposant une modification du calcul, le rendant moins strict[22]. L'objectif est de permettre aux propriétaires de continuer à louer ces logements principalement situés en zone de tension locatives. Cette modification règlementaire n'incite pas à la rénovation énergétique.

#### Règlementation
- 1974 : Arrêté du 10 avril 1974[23] relatif à l'isolation thermique et au réglage automatique des installations de chauffage dans les bâtiments d'habitation. 
C'est la première réglementation contraignante, mais elle ne concerne que les locaux neufs d'habitation. Elle vise 25 % d'énergie économisée.
- 1982 : la RT 1982 (réglementation thermique 1982) tend vers une baisse supplémentaire de 20 %.
- 1988 : pour la première fois, la RT prend en compte les locaux non-résidentiels.
- 2000 : la RT 2000 tend à une réduction de 20 % de la consommation maximale des locaux d'habitation par rapport à la RT 1988 ainsi qu'une baisse de 40 % pour la consommation des bâtiments tertiaires.
- 2005 : la RT 2005 vise à une réduction des consommations des logements neufs et de leurs extensions de 15 %. Elle introduit la notion de bioclimatisme.
- Lois Grenelle I (2009) et Grenelle II (2010) : Des dispositions planifient des audits énergétiques des bâtiments publics et des prescriptions ambitieuses concernent le logement neuf, en reprenant certains critères des Bâtiments Basse Consommation. Elles donnent également des orientations pour la rénovation.
- 2012 : la RT 2012[24] généralise les critères de consommation du Bâtiment de basse consommation à tout logement nécessitant une demande de permis de construire et organise leur application. Elle s'adresse donc au neuf et aux grosses rénovations.
- 2016 (juin 2016), un décret d'application de la loi sur la transition énergétique impose à partir du 1er janvier 2017 des travaux d'isolation thermique pour toute rénovation importante de bâtiments existants (en cas de travaux de ravalement de façade, de réfection de toiture ou d'aménagement de locaux en vue de les rendre habitables)[25],[26].
- La RE 2018 et la RT 2020 s’appuient sur le label « Bepos », et le concept du bâtiment à énergie positive. L’objectif est qu’un bâtiment puisse produire davantage d’énergie qu’il n’en consomme sur l’ensemble de son cycle de vie, qui est estimé à cinquante ans. Il aura alors une dépense inférieure à zéro kilowattheure par mètre carré par an (0 kWh/m2/an, ce qui permet de parler d'autonomie énergétique[27].

#### Efficacité énergétique et rénovation lourde
Le législateur a souhaité que les propriétaires de bâti s'interrogent sur la performance énergétique future des bâtiments qu'ils souhaitent faire rénover, au moins dans le cas de travaux lourds.
Un décret de 2007 décline les obligations des propriétaires, suivant que le bâtiment a été construit avant ou après 1948.
- après 1948 : la réglementation exige un niveau de performance globale ;
- avant 1948 : la réglementation définit une performance minimale pour l'élément remplacé ou installé. C'est la « RT existant par élément ».

Plusieurs programmes régionaux, soutenues par l'ADEME, promeuvent la rénovation énergétique, avec parfois l'objectif du facteur 4.[réf. nécessaire]

#### Plan d'investissement pour le logement (2013)
En 2013 (21 mars) le Président de la République (François Hollande) présente un plan d'investissement pour le logement incluant notamment un plan de rénovation énergétique d'intérêt écologique, social et économique, élaboré conjointement par Cécile Duflot (ministre de l’Égalité des territoires et du Logement) et Delphine Batho (ministre de l’Écologie, du Développement durable et de l’Énergie). Il visait notamment à mettre en œuvre l'engagement du président de la République de rénover 500 000 logements par an avant 2017, pour diminuer de 38 % des consommations d’énergie à horizon 2020.

#### Plateformes de la rénovation énergétique (2014)
En 2014, Bruno Lechevin, président de l’ADEME voit un renforcement du dispositif des « Points Rénovation Info Service » (PRIS) grâce aux « Plateformes Locales pour la Rénovation », un service d’accompagnement complet aux ménages allant du stade de projet à la réalisation des travaux, en passant par le financement. C'est l'une des priorités 2014 de l’ADEME qui apporte en 2014 des nouveaux financements destinés aux « Plateformes Locales pour la Rénovation ». Plusieurs appels à projets, lancés avec des régions volontaires, permettront d’envisager 50 plateformes en 2014, puis 50 supplémentaires en 2015.
Des collectivités locales ont déjà mis en place leur plateforme (comme Brest métropole océane et Vannes agglo en 2012 et en 2013 Lorient agglomération, ou encore la région Picardie avec son opération pilote de Service Public de l’Efficacité Énergétique ; d’autres (Aquitaine, Paca et Île-de-France) ont lancé de premiers appels à manifestations d’intérêt. La plateforme vise à associer, localement, les acteurs de la rénovation – professionnels du conseil et de l’information, professionnels du bâtiment et milieu bancaire – pour offrir aux ménages propriétaires et aux bailleurs un service d’accompagnement complet (du projet à la réalisation des travaux).
Exemples des guichets uniques portés par les collectivités locales :
- En 2012 création de guichets uniques pour Brest et Vannes agglomération[34],[35].
- En 2013, deux nouveaux guichets uniques pour : Lorient agglomération[36] et pour la communauté de communes de Libourne (la CALI)[réf. nécessaire][37].

Le 13 décembre 2013, la ministre de l'égalité des territoires et du logement, Cécile Duflot a présenté le premier palmarès des initiatives locales pour la rénovation énergétique. Il y avait 85 candidatures issues d'une vingtaine de régions, des initiatives locales en faveur de la rénovation énergétique de l'habitat. Le grand prix est attribué à Brest Métropole Océane pour son guichet unique destiné à la rénovation énergétique,.
Le 30 avril 2014, Ségolène Royal, ministre de l’Écologie et Sylvia Pinel, ministre du Logement ont signé la nouvelle convention FEE Bat sur la formation des professionnels du bâtiment aux économies d’énergie. Ces formations FEE Bat sont un élément essentiel pour les entreprises[réf. nécessaire] afin qu’elles aillent vers la qualification RGE,.[source insuffisante]

#### Crédit d'impôt (2017)
En 2017, l’ADEME présente en janvier un crédit d’impôt pour la transition énergétique (CITE) pour les locataires, propriétaires fiscalement domicilié en France, permettant aux ménages de réduire leur impôt sur le revenu d’une partie des coûts de travaux d’amélioration énergétique. Des aides complémentaires existent pour les DOM, qui sont des ZNI (Zones insulaires non interconnectées au réseau métropolitain), tel l’appui à l’électrification par modules photovoltaïques pour les sites isolés. Les fournisseurs d’énergie comme EDF soutiennent également ces territoires pour la rénovation thermique. Le groupe propose, selon les territoires, une prime pour une meilleure isolation thermique, pour un chauffe-eau solaire ou une climatisation performante en matière de rejets de CO2. En outre l’État a signé avec l'Orpi un « Green Deal » visant à « favoriser la transition et la rénovation énergétiques lors des transactions immobilières ». Il privilégie le moment de la transaction (850 000 ventes et 30 000 locations par an en France) pour envisager une rénovation énergétique du bien.
En décembre 2018, l'ADEME a voté son budget 2019 qui inclut 34 millions d'euros pour la rénovation énergétique des bâtiments (sur un total de 605 millions), annonçant que dans le programme bâtiment durable le "plan rénovation" (lancé en 2018) devrait être opérationnel en 2019.

#### Fraudes et dysfonctionnements dans le secteur de la rénovation énergétique
En 2019, les arnaques à la « rénovation énergétique à 1 euro » se multiplient. La Direction générale de la concurrence, de la consommation et de la répression des fraudes (DGCCRF) a enregistré une hausse de 20 % en un an des plaintes de consommateurs sur des rénovations énergétiques. 56 % des établissements contrôlés n'étaient pas en règle. L'isolation des combles et de la toiture est particulièrement sujette aux arnaques. Elle est subventionnée à hauteur de 20 euros le mètre carré pour les ménages modestes, et 10 euros pour les autres, ce qui couvre quasiment la totalité du coût des travaux des plus modestes, à condition de se contenter de la projection de flocons d'isolant sur le plancher, rendant les combles inhabitables.
Fin 2019, une nouvelle arnaque sur l'« isolation à un euro » se répand de la Bretagne au Grand Est, ciblant surtout les ménages modestes. Des escrocs (entreprises françaises souvent titulaires du label RGE, mais employant de la main-d’œuvre détachée non déclarée et non formée), démarchent ces ménages pour percevoir les aides à la rénovation énergétique au nom du ménage, via les certificats d'économies d'énergie (CEE), en posant simplement sur les murs extérieurs des panneaux de polystyrène gris, fixés à la colle avec quelques chevilles, sans joints ni enduit. Une autre arnaque, plus complexe, leur fait empocher à la fois l'aide « MaPrimeRénov' » et les CEE.
Les vrais professionnels dénoncent le manque de contrôle par l'administration, et des failles dans la réglementation. Le 15 juillet 2020, un décret et un arrêté imposent des garde-fous pour sécuriser « MaPrimeRénov' » : la surface extérieure isolée est plafonnée à 100 mètres carrés, pour limiter les sur-déclarations, et les montants par mètre carré de la prime « MaPrimeRénov' » sont abaissés.
Alors que la Convention citoyenne pour le climat préconise une obligation de rénovation énergétique des logements pour toutes les copropriétés, logements sociaux et maisons individuelles louées d'ici à 2030 pour les passoires thermiques (étiquette énergétique F ou G) et d'ici à 2040 pour les étiquettes D & E, et dès 2024 lors des ventes, héritages ou transmissions de maisons individuelles.
En juillet 2020, les présidents de la Fédération française du bâtiment (FFB) et de la Confédération de l'artisanat et des petites entreprises du bâtiment (Capeb) dénoncent ces dysfonctionnements ; le danger, selon elle, de rendre cette rénovation obligatoire ; des dossiers d'aides et de certificats d'économies d'énergie trop lourds, et des failles dans la réglementation. Ainsi, les critères d'isolation des murs à respecter pour être éligible aux C2E prévoit la qualité de l'isolant et sa pose, mais ne disent rien des finitions et donc du revêtement. De plus, le réseau électrique rural n'a pas la puissance et la stabilité nécessaire pour alimenter un grand nombre de pompes à chaleur.
La société BDPA a été poursuivie, après avoir, d'octobre 2018 à janvier 2023, spolié potentiellement plus d'un millier de personnes âgées (80 ans en moyenne) dont l'une s'était vue extorquer 135 000 euros. En 2024, de lourdes peines de prison ferme ont sanctionné cette arnaque d'ampleur : 5 ans de prison ferme et 50 000 € d'amende pour le directeur commercial considéré comme le cerveau de l'opération, et récidiviste) et 3 ans et 20 000 € d'amende pour sa principale complice. Les autres complices ont tous également eu des peines de prison avec sursis ou sous bracelet électronique, et des amendes.

#### Loi Énergie Climat (2019)
La Loi Énergie Climat, votée en 2019, lance un programme de résorption des « passoires thermiques », logements de consommation énergétique classe F et G, responsables de 20 % des émissions de gaz à effet de serre en France. L'objectif est de les rénover en totalité d'ici 10 ans selon plusieurs phases :
- dès 2021, les loyers des logements « passoires » ne pourront plus être augmentés librement entre deux locataires sans rénovations ;
- dès 2022, un audit énergétique complètera obligatoirement toute location ou vente ;
- dès 2023, les « passoires » ne pourront plus être louées et des sanctions s'appliqueront en cas de fraude ;
- puis, avant 2028, elles devront obligatoirement faire l'objet de travaux d'isolation[51].

#### Loi Climat et Résilience (2020)
Le calendrier de la loi Énergie-Climat est modifié en 2021 par la Loi Climat-Résilience : tous les logements G seront interdits à la location en 2025, les F en 2028 puis les E en 2034.
L'Observatoire national de la rénovation énergétique (ONRE) publie en juillet 2022 une nouvelle estimation du nombre de « passoires thermiques » : alors que la précédente estimation au 1er janvier 2018 les évaluait à 4,8 millions, soit 16,7 % du parc de résidences principales, ils passent en 2022 à 5,2 millions, soit 17,3 % du parc, du fait du nouveau mode de calcul du diagnostic de performance énergétique (DPE). Les résidences principales très performantes (étiquettes A et B) ne représentent plus que 5 % du parc contre 6,6 % en 2018. Les maisons (19,6 % de passoires thermiques) sont plus mal étiquetées que les appartements (14,5 %). Près de 34 % des logements de moins de 30 m2 ont une étiquette F ou G, contre 13 % des logements de plus de 100 m2. Les logements chauffés au fioul sont 44 % à être classés F ou G, contre 15 % pour ceux chauffés à l'électricité et 12 % pour ceux chauffés au gaz. Paris et en petite couronne ont un taux élevé (29 %) de passoires thermiques. Le gel des loyers des logements F ou G en métropole s'applique à partir du 25 août 2022 ; dès le 1er janvier 2023, les logements dont la consommation énergétique finale dépasse 450 kWh par m2 et par an, ne pourront plus faire l'objet d'un nouveau contrat de location.

#### Prime à la rénovation (2020)

Logo « MaPrimeRénov' », dispositif phare du soutien public à la rénovation énergétique.

À partir du 1er janvier 2020, le dispositif « MaPrimeRénov' » remplace le crédit d’impôt pour la transition énergétique (CITE) et les aides de l’Agence nationale de l’habitat (Anah) « Habiter mieux Agilité ». Il est réservé aux propriétaires occupants aux revenus modestes. Dans le cadre du Plan de relance de l'économie, le dispositif est renforcé au 1er octobre 2020, rendant MaPrimeRénov' accessible à tous les propriétaires et à toutes les copropriétés. La prime est forfaitairement calculée selon les revenus du foyer, avec quatre niveaux de plafonds de ressources, et selon le gain écologique permis par les travaux. Des bonifications sont créées : bonus sortie de passoire (si les travaux permettent de sortir le logement de l’état de passoire thermique – étiquette énergie F ou G) ; bonus Bâtiment Basse Consommation (pour récompenser l’atteinte de l’étiquette énergie B ou A) ; forfait rénovation globale (pour les ménages aux revenus intermédiaires et supérieurs afin d’encourager les bouquets de travaux) ; forfait Assistance à maîtrise d'ouvrage (pour les ménages souhaitant se faire accompagner dans la réalisation de leurs travaux).
Le Plan de relance ajoute 2 milliards € sur deux ans aux 800 millions par an alloués antérieurement à MaPrimeRénov'. Le gouvernement en attend 6 milliards € de travaux, la création de 22 000 emplois et une accélération de la résorption des 4,8 millions de logements très mal isolés dits « passoires thermiques ». Le cumul de MaPrimeRénov', des bonus et des certificats d'économies d'énergie pourra financer jusqu'à 90 % du coût total des travaux commandés par des ménages modestes.
En 2023, des arnaques abusant du dispositif MaPrimeRénov' continuent : usurpation d'identité, chantiers non achevés,,. L'Agence nationale de l’habitat a mis en garde contre ces pratiques.
Le 5 juillet 2023, à la suite d'une commission d'enquête sur l'efficacité des politiques publiques en matière de rénovation énergétique, un rapport sénatorial fait 23 propositions d'amélioration, notamment du système de diagnostic de performance énergétique (DPE), du label Reconnu garant de l'environnement (RGE), et de réforme et dynamisation de MaPrimeRénov' ; il s'agirait d'atteindre 4,5 milliards d'euros dès 2024, c'est-à-dire deux milliards de plus qu'en 2022, dont pour améliorer l'efficacité des rénovations globales en poussant à la rénovation par bouquets de travaux soutenus par une prime de 7 000 euros pour les ménages aisés (+ 40 %).

#### Rapport du HCC (2020)
Le Haut Conseil pour le climat (HCC) publie en novembre 2020 un rapport comparant les politiques publiques et les solutions de quatre pays européens (Allemagne, Pays-Bas, Royaume-Uni et Suède) : seule la Suède a réussi une décarbonation quasi-totale du secteur. La France apparait comme la plus grosse consommatrice d'énergie par mètre carré, mais son mix énergétique moins carboné que celui de ses voisins lui permet d'afficher des émissions de CO2 par mètre carré moins élevées qu'en Allemagne ou au Royaume-Uni, bien que très supérieures à celles de la Suède, qui a presque achevé sa décarbonation grâce au chauffage urbain alimenté par des chaudières brûlant du bois, à une électricité presque totalement décarbonée et aux pompes à chaleur. Le HCC constate que le rythme des rénovations n'est que de 0,2 % par an et doit fortement s’accélérer pour atteindre 1 % par an après 2022 et 1,9 % par an d’ici 2030. Pour le secteur résidentiel, il s’agit de passer des 60 000 à 70 000 rénovations profondes effectuées annuellement de 2012 à 2016 à 370 000 rénovations complètes par an a minima après 2022 et 700 000 par an à partir de 2030, conformément aux objectifs fixés dans la Stratégie nationale bas-carbone (SNBC). Il recommande de « massifier la rénovation énergétique par la mise en place de conditions financières et réglementaires » ; « renforcer les politiques de rénovation ciblant les copropriétés et les rendre obligatoires » ; « mettre en œuvre les obligations de rénovation de la loi énergie-climat de manière cohérente avec la réduction des vulnérabilités, alors que 6,7 millions d’individus sont touchés par la précarité énergétique en 2017 » ; « intégrer plus fortement l’usage de source d’énergie bas-carbone dans la stratégie de rénovation, et mieux intégrer la rénovation et l’offre de chaleur renouvelable dans les plans et politiques territoriaux » ; « rénover les bâtiments publics ».

#### Création d'un nouveau service public de la rénovation de l'habitat:France Rénov'(2022)

Logo « France Rénov'»

Le 1er janvier 2022, le ministère de la Transition écologique crée le service public France Rénov' afin de favoriser l'accompagnement des ménages dans les projets de rénovation énergétique et de réduire le nombre de logements énergivores. France Rénov' est présent sur le territoire français avec environ 450 Espaces Conseil France Rénov', mais aussi via une plateforme digitale et un numéro de téléphone. Concrètement, ces espaces physiques ou non ont pour but de conseiller les particuliers dans leurs projets de travaux, de les informer sur les aides financières disponibles ou de les aider à trouver un artisan RGE correspondant au type de travaux souhaité. Dans une optique de relation privilégiée et de confiance, ces conseils peuvent se faire soit via un « simple » conseiller France Rénov', soit avec un interlocuteur privilégié nommé Mon Accompagnateur Rénov' qui permettra un accompagnement davantage personnalisé.
Dans la continuité de la création de France Rénov', le dispositif MaPrimeRénov' subit quelques modifications avec certains montants de primes revalorisées et une réévaluation de l'éligibilité des logements pouvant bénéficier du dispositif, qui est passé de 2 ans à désormais 15 ans. Toujours dans le but d'éclaircir le paysage français des aides à la rénovation énergétique, le gouvernement décide de transformer le dispositif "Habiter Mieux Sérénité" en "MaPrimeRénov' Sérénité", une aide à la rénovation globale pour les ménages aux revenus modestes, avec une revalorisation de la prime. L'ensemble des travaux devient subventionnable à hauteur de 50 % dans une limite de 30 000 € de travaux,.
Le dispositif MaPrimeRénov' et la plateforme internet associée, sous-traités au conseil Capgemini et à la filiale de La Poste Docaposte, sont largement défaillants, au point que la Défenseure des droits relaye le mécontentement des usagers dans une décision rendue le 14 octobre 2022, dans laquelle elle dénonce des « dysfonctionnements aux conséquences lourdes pour les usagers » de ce service.
En mars 2024, après l'effondrement du marché de la rénovation énergétique constaté à la suite de la réforme des aides aux rénovations énergétiques des logements, le gouvernement décide d'importants assouplissements à cette réforme : les « mono-gestes » sont à nouveau éligibles au dispositif MaPrimeRénov', l'obligation d'effectuer un DPE préalablement aux travaux est annulée, les démarches d'obtention du label RGE sont simplifiées et un dispositif de « validation des acquis par l'expérience » est mis en place pour les petites entreprises, le processus d'agrément des intermédiaires indépendants certifiés « Mon Accompagnateur Rénov' » est allégé et l'intervention obligatoire de ces intermédiaires est limitée aux rénovations d'ampleur.
En septembre 2024, la Cour des comptes dans un rapport juge sévèrement le dispositif des certificats d'économies d'énergie, dénonçant une "taxe privée sur les Français, peu efficace et sujette à nombreuses fraudes.
Le 4 juin 2025, le ministre de l'Économie, Éric Lombard, annonce la suspension provisoire du dispositif MaPrimeRénov', victime d'un encombrement des services concernés par « une avalanche de demandes », ainsi que d'un excès de fraude, estimée à 16 000 dossiers suspects, soit 12 % du stock. MaPrimeRénov' sera « rétablie une fois que les problèmes seront réglés, avant la fin de l'année ».

### Base de données nationale des bâtiments (BDNB)
Cette BDNB a été créée par le CSTB dans le cadre du projet « GO-Rénove », qui, au sein du programme « PROFEEL » (piloté par le secteur du bâtiment et financé par les Certificats d'économies d'énergie), vise à amplifier la rénovation énergétique du bâti existant (source d'environ 45 % de la consommation d’énergie finale et 27 % des émissions de gaz à effet de serre) de la France. Cette énorme base de données, est destinée à « être mutualisée et à constituer un référentiel ouvert ». Elle est, depuis début 2023, accessible sur le portail data.gouv.fr. C'est l'une des prémisses à un référentiel unifié "Geo-commun", coproduit avec l'ensemble des partenaires institutionnels et contributeurs, pour notamment soutenir le projet « BatID » (suivi/évaluation de la politique publique en matière de rénovation énergétique du bâti par l'ADEME)). 
La base est issue du « croisement géospatial d'une vingtaine de base de données issues d'organismes publics ». Chacun des 20 millions de bâtiments, (résidentiels ou tertiaires) de France métropolitaine et Corse y a une fiche comprenant plus de 250 informations (histoire administrative, morphologie, matériaux de construction, équipements techniques, type de chauffage, "valeur verte" et estimation d'étiquette du diagnostic de performance énergétique (DPE) avant ou après rénovation, consommations énergétiques publiées en données ouvertes SDES), données locales de l'énergie...). Les données et manquantes sont (en termes de probabilité) suggérées par un algorithme, et des simulations numériques des consommations et performances énergétiques sont faites pour chaque bâtiment.
Cet outil améliore la connaissance de l'état énergétique du parc immobilier, et donc du gisement potentiel d'économies d'énergie et/ou de l'empreinte carbone-énergie. Il permet, par exemple, aux collectivités, bailleurs et propriétaires de hiérarchiser leurs aides à la rénovation énergétique, d'affiner les supports aux politiques publiques nationales et territoriales d'économie circulaire, de maîtrise des risques, et devrait notamment faciliter l'application de la loi d'accélération des énergies renouvelable de 2023. Chaque bâtiment a un identifiant unique pourra aussi être utile aux collectivités, aux centres et services de secours, de gestion de l'eau, de l'électricité, du gaz et des déchets, etc.